# فرانسیس دو میوماندر
فرانسیس دو میوماندر (به فرانسوی: Francis Durand - Francis de Miomandre) نویسنده قرن نوزدهم میلادی اهل فرانسه است.
یکی از شناخته‌شده‌ترین آثار او، رمان "Écrit sur de l'eau" است که در سال ۱۹۰۸ منتشر شد و جایزه گنکور را برای او به ارمغان آورد. این اثر به دلیل سبک نوشتاری خاص و داستان جذابش مورد توجه قرار گرفت.